# Albert Erbstein
Heinrich Albert Erbstein (*  3. Juli 1840 in Dresden; † 25. Juni 1890 in Blasewitz) war ein deutscher Numismatiker.

## Leben

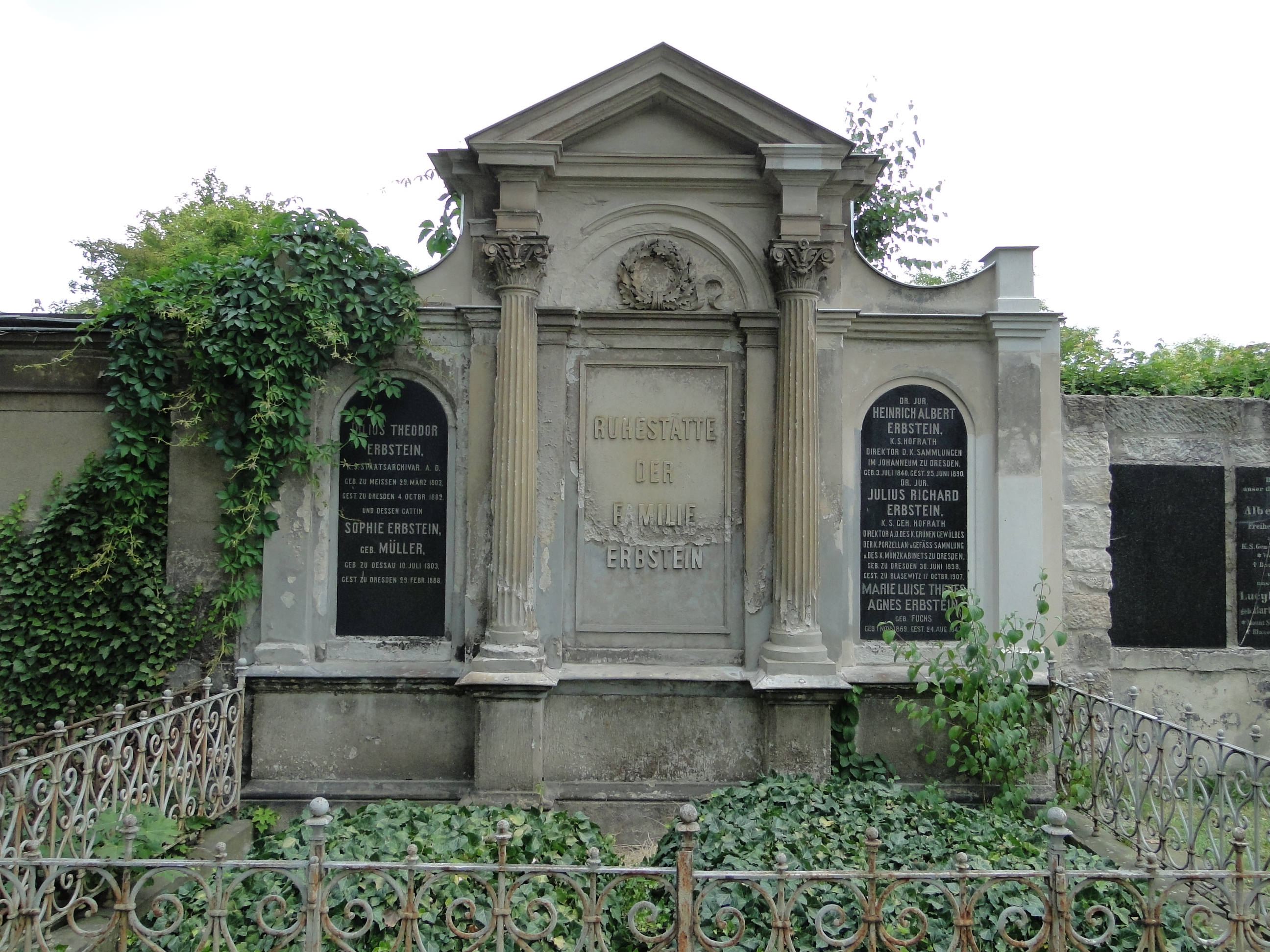
Grab von Heinrich Albert Erbstein auf dem Trinitatisfriedhof

Albert Erbstein war ein Sohn des Dresdner Archivars Julius Theodor Erbstein (1803–1882), der wie sein Großvater Karl Friedrich Wilhelm Erbstein (1757–1836) numismatische Forschungen betrieb. Diese Familientradition setzte auch Albert Erbstein fort, ebenso wie sein älterer Bruder Julius (1838–1907). Beide Brüder studierten 1858 bis 1860 Rechtswissenschaften und Geschichte an der Universität Leipzig und wurden zum Dr. jur. promoviert. Von 1861 bis 1866 arbeiteten sie am Germanischen Nationalmuseum in Nürnberg. Albert war Konservator der Kunst- und Altertumssammlung des Museums und besonders für die Münz- und Siegelsammlung tätig. Anschließend bearbeiteten sie den Katalog der Münzsammlung von Karl Gustav von Schulthess-Rechberg in Zürich und lebten seit 1867 als Privatgelehrte wieder in Dresden, wo sie vor allem im Münzkabinett arbeiteten.
1882 wurde Albert Erbstein Direktor des Münzkabinetts, 1885 auch Direktor des Historischen Museums (Rüstkammer) und der Porzellansammlung. Albert starb mit nur 50 Jahren und wurde wie sein Vater und später sein Bruder in der Familiengrabstätte Erbstein auf dem Dresdner Trinitatisfriedhof beigesetzt.